# Municipio de Indian Rock
El municipio de Indian Rock (en inglés: Indian Rock Township) es un municipio ubicado en el condado de Van Buren en el estado estadounidense de Arkansas. En el año 2010 tenía una población de 2227 habitantes y una densidad poblacional de 61,8 personas por km².

## Geografía
El municipio de Indian Rock se encuentra ubicado en las coordenadas 35°36′20″N 92°16′18″O / 35.60556, -92.27167. Según la Oficina del Censo de los Estados Unidos, el municipio tiene una superficie total de 36.04 km², de la cual 35.86 km² corresponden a tierra firme y (0.5%) 0.18 km² es agua.

## Demografía
Según el censo de 2010, había 2227 personas residiendo en el municipio de Indian Rock. La densidad de población era de 61,8 hab./km². De los 2227 habitantes, el municipio de Indian Rock estaba compuesto por el 97.93% blancos, el 0.13% eran afroamericanos, el 0.54% eran amerindios, el 0.31% eran asiáticos, el 0.04% eran isleños del Pacífico, el 0.04% eran de otras razas y el 0.99% pertenecían a dos o más razas. Del total de la población el 1.98% eran hispanos o latinos de cualquier raza.